# باشگاه فوتبال پرسپولیس در فصل ۸۴–۱۳۸۳
فصل ۸۴–۱۳۸۳، چهارمین حضور باشگاه پرسپولیس در لیگ برتر ایران است. این تیم در این فصل در لیگ برتر فوتبال ایران ۸۴–۱۳۸۳، جام حذفی فوتبال ایران ۸۴–۱۳۸۳ شرکت کرد.

## کادر فنی
| پست              | نام             |
| ---------------- | --------------- |
| سرمربی           | راینر زوبل      |
| مدیر فنی         | علی پروین       |
| مربی             | حمید استیلی     |
| مربی دروازه‌بان‌ها | وحید قلیچ       |
| مربی بدنساز      | پرویز کماسی     |
| دکتر             | دکتر فرید زرینه |
| سرپرست           | محمود خوردبین   |

## بازیکنان
| دروازه‌بان |        |                |                      |             |
| شماره     | ملیت   | نام            | تیم قبلی             | توضیحات     |
| ۱         | ایران  | داوود فنایی    | سرخپوشان دلوار افزار |             |
| ۳۰        | ایران  | فرشید کریمی    | نفت تهران            |             |
| ۲۲        | ایران  | محمد محمدی     | برق شیراز            |             |
| ۳۱        | ایران  | یان نیکولوسکی  | مقدونیه شمالی        |             |
| مدافع     |        |                |                      |             |
| ۱۱        | ایران  | پژمان جمشیدی   | سایپا                |             |
| ۲۵        | ایران  | اردلان اشتیانی | آکادمی               |             |
| ۸         | ایران  | علی انصاریان   | سایپا                |             |
| ۴         | ایران  | یحیی گل‌محمدی   | فولاد خوزستان        | کاپیتان دوم |
| ۵         | ایران  | محمدرضا مهدوی  | رویال شارلوا         |             |
| ۲۰        | ایران  | بهروز رهبری‌فرد | پاس تهران            | کاپیتان اول |
| ۳         | ایران  | حسن خان‌محمدی   | بهمن                 |             |
| هافبک     |        |                |                      |             |
| ۶         | ایران  | کریم باقری     | السد                 | کاپیتان سوم |
| ۱۵        | ایران  | محمدرضا مامانی | آکادمی               |             |
| ۱۴        | ایران  | رضا جباری      | بهمن                 |             |
| ۲۸        | ایران  | احسان خرسندی   | آکادمی               |             |
| ۱۲        | ایران  | عارف محمدوند   | ذوب‌آهن               |             |
| ۲۳        | ایران  | علیرضا امامی‌فر | رویال شارلوا         |             |
| ۱۰        | ایران  | حامد کاویانپور | الوصل                |             |
| ۲۶        | ایران  | میثم رضاپور    | سرخپوشان دلوار افزار |             |
| مهاجم     |        |                |                      |             |
| ۹         | ایران  | جواد کاظمیان   | سایپا                |             |
| ۱۷        | ایران  | سهراب انتظاری  | شموشک                |             |
| ۳۳        | ایران  | مهرداد اولادی  | پرسپولیس قائمشهر     |             |
| ۱۶        | ایران  | علی سلمانی     | برق شیراز            |             |
| ۱۹        | ایران  | مقداد قباخلو   | تیم پایه             |             |
| ۱۸        | نیجریه | سامبو چوجی     |                      |             |
| ۳۵        | ایران  | مهدی صالح‌پور   | سرخپوشان دلوار افزار |             |

## نقل و انتقالات

### ورودی
| ورودی |           |                 |    |                      |      |
| ۲۰    | مدافع     | بهروز رهبری فرد | ۳۳ | پاس تهران            | دائم |
| ۸     | مدافع     | علی انصاریان    | ۲۶ | سایپا                | دائم |
| ۲     | مدافع     | ایلیا پروسکی    | ۲۸ | کارائورمن            | دائم |
| ۱۸    | مهاجم     | سامبو چوجی      | ۲۶ | زاربروکن             | دائم |
| ۵     | مدافع     | محمدرضا مهدوی   | ۲۲ | سپاهان               | دائم |
| ۲۴    | مهاجم     | مهدی صالح‌پور    | ۳۰ | سرخپوشان دلوار افزار | دائم |
| ۲۶    | مهاجم     | میثم رضاپور     | ۲۲ | سرخپوشان دلوار افزار | دائم |
| ۱     | دروازه‌بان | داوود فنایی     | ۲۹ | سرخپوشان دلوار افزار | دائم |
| ۲۵    | مدافع     | اردلان آشتیانی  | ۲۲ | آکادمی پرسپولیس      | دائم |
| ۱۵    | هافبک     | محمدرضا مامانی  | ۲۲ | آکادمی پرسپولیس      | دائم |
| ۳۱    | دروازه‌بان | یان نیکولوسکی   | ۳۰ | ناپردوک              | دائم |

### خروجی
| شماره | پست       | نام           | سن | به تیم        | نوع انتقال |
| ----- | --------- | ------------- | -- | ------------- | ---------- |
| خروجی |           |               |    |               |            |
| ۲۰    | مدافع     | یونس باهنر    | ۲۷ | تراکتورسازی   | دائم       |
| ۲۵    | هافبک     | حمید استیلی   | ۳۸ | بازنشسته      | دائم       |
| ۱۳    | مهاجم     | عیسی ترائوره  | ۲۵ | پاس تهران     | دائم       |
| ۱۵    | مدافع     | مجتبی شیری    | ۲۵ | استقلال اهواز | دائم       |
| ۵     | مدافع     | افشین پیروانی | ۳۴ | پیکان         | دائم       |
| ۱۰    | مهاجم     | علی دایی      | ۳۴ | صبا           | دائم       |
| ۱۱    | مدافع     | مهدی تارتار   | ۲۹ | سپاهان        | دائم       |
| ۲۳    | هافبک     | علی نیکخو     | ۲۷ | سپاهان        | دائم       |
| ۲     | هافبک     | محمد برزگر    | ۲۸ | صنعت نفت      | دائم       |
| ۱     | دروازه‌بان | ساشا ایلیچ    | ۳۴ | استقلال اهواز | دائم       |
| ۱۲    | هافبک     | بهنام افشه    | ۲۱ | نامشخص        | دائم       |

## رقابت‌ها

### بررسی مسابقات
منبع: رقابت‌ها

### جدول لیگ
| رتبه | تیم           | بازی | برد | مساوی | باخت | گل زده | گل خورده | گل تفاضل | امتیاز | صعود یا سقوط                                |
| ---- | ------------- | ---- | --- | ----- | ---- | ------ | -------- | -------- | ------ | ------------------------------------------- |
| ۱    | فولاد         | ۳۰   | ۱۹  | ۷     | ۴    | ۴۱     | ۲۰       | ۲۱+      | ۶۴     | صعود به مرحله گروهی لیگ قهرمانان آسیا ۲۰۰۶  |
| ۲    | ذوب‌آهن        | ۳۰   | ۱۷  | ۷     | ۶    | ۳۸     | ۱۹       | ۱۹+      | ۵۸     |                                             |
| ۳    | استقلال       | ۳۰   | ۱۶  | ۱۰    | ۴    | ۵۱     | ۳۵       | ۱۶+      | ۵۸     |                                             |
| ۴    | پرسپولیس      | ۳۰   | ۱۶  | ۷     | ۷    | ۴۳     | ۲۷       | ۱۶+      | ۵۵     |                                             |
| ۵    | استقلال اهواز | ۳۰   | ۱۲  | ۸     | ۱۰   | ۴۱     | ۳۵       | ۶+       | ۴۴     |                                             |
| ۶    | پاس           | ۳۰   | ۱۱  | ۹     | ۱۰   | ۴۹     | ۴۰       | ۹+       | ۴۲     |                                             |
| ۷    | ملوان         | ۳۰   | ۱۰  | ۱۱    | ۹    | ۳۴     | ۲۷       | ۷+       | ۴۱     |                                             |
| ۸    | ابومسلم       | ۳۰   | ۹   | ۱۱    | ۱۰   | ۳۳     | ۳۳       | ۰        | ۳۸     |                                             |
| ۹    | صبا           | ۳۰   | ۸   | ۱۱    | ۱۱   | ۳۸     | ۴۰       | ۲−       | ۳۵     | صعود به مرحله گروهی لیگ قهرمانان آسیا ۲۰۰۶۱ |
| ۱۰   | سپاهان        | ۳۰   | ۷   | ۱۴    | ۹    | ۳۰     | ۳۳       | ۳−       | ۳۵     |                                             |
| ۱۱   | فجر سپاسی     | ۳۰   | ۹   | ۸     | ۱۳   | ۲۴     | ۳۲       | ۸−       | ۳۵     |                                             |
| ۱۲   | برق شیراز     | ۳۰   | ۷   | ۱۲    | ۱۱   | ۳۴     | ۴۳       | ۹−       | ۳۳     |                                             |
| ۱۳   | سایپا         | ۳۰   | ۷   | ۱۰    | ۱۳   | ۲۴     | ۳۴       | ۱۰−      | ۳۱     |                                             |
| ۱۴   | شموشک         | ۳۰   | ۸   | ۷     | ۱۵   | ۲۶     | ۴۹       | ۲۳−      | ۳۱     |                                             |
| ۱۵   | پیکان         | ۳۰   | ۵   | ۹     | ۱۶   | ۲۲     | ۳۴       | ۱۲−      | ۲۴     | سقوط به لیگ آزادگان ۸۵–۱۳۸۴                 |
| ۱۶   | پگاه          | ۳۰   | ۳   | ۱۱    | ۱۶   | ۱۷     | ۴۵       | ۲۸−      | ۲۰     | سقوط به لیگ آزادگان ۸۵–۱۳۸۴                 |

### بازی‌ها
برد
      مساوی
      باخت
| ۱ | فولاد                                              | ۳ – ۱ | پرسپولیس         | اهواز                           |
|   | ایمان مبعلی ۶' احمد مؤمن زاده ۳۵' لفته حمیدی ۹۰+۳' |       | جواد کاظمیان ۶۵' | ورزشگاه: غدیر تماشاگران: ۱۵٬۰۰۰ |

| ۲۹ شهریور ۸۳ ۲ | پرسپولیس       | ۱ – ۱ | برق شیراز        | تهران                                            |
|                | کریم باقری ۱۵' | گزارش | بهروز پاک‌نیت ۸۲' | ورزشگاه: آزادی تماشاگران: ۴۰٬۰۰۰ داور: علی خسروی |

| ۳ مهر ۸۳ ۳ | پیکان | ۰ – ۱ | پرسپولیس          | تهران                                              |
|            |       |       | سهراب انتظاری ۲۵' | ورزشگاه: آزادی تماشاگران: ۳۵٬۰۰۰ داور: مسعود مرادی |

| ۱۰ مهر ۸۳ ۴ | پرسپولیس                            | ۱ – ۲ | ملوان                                            | تهران                                               |
| ۱۷:۱۵       | سامبو چوجی ۱۸' · بهروز رهبری‌فرد '۸۸ | گزارش | بهروز رهبری‌فرد ۵۱' (گل‌به‌خودی) · مجتبی قربانی ۶۵' | ورزشگاه: آزادی تماشاگران: ۲۵٬۰۰۰ داور: محسن قهرمانی |

| ۲۶ مهر ۸۳ ۵ | شموشک | ۰ – ۱ | پرسپولیس          | نوشهر                                                    |
| ۱۵:۰۰       |       | گزارش | مهرداد اولادی ۸۷' | ورزشگاه: شهدای نوشهر تماشاگران: ۱۰٬۰۰۰ داور: مسعود مرادی |

| ۶ | پرسپولیس | ۰ – ۰ | استقلال | تهران                            |
|   |          |       |         | ورزشگاه: آزادی تماشاگران: ۷۵٬۰۰۰ |

| ۸ آبان ۸۳ ۷ | فولاد مبارکه سپاهان | ۰ – ۰ | پرسپولیس | اصفهان                                                 |
| ۱۴:۳۰       |                     | گزارش |          | ورزشگاه: نقش جهان تماشاگران: ۲۵٬۰۰۰ داور: هدایت ممبینی |

| ۲۱ آبان ۸۳ ۸ | پرسپولیس                         | ۲ – ۰ | استقلال اهواز | تهران                                                |
|              | رضا جباری ۱۰' · جواد کاظمیان ۵۵' |       |               | ورزشگاه: آزادی تماشاگران: ۱۰٬۰۰۰ داور: فرج‌الله یثربی |

| ۲۹ آبان ۸۳ ۹ | صبا باتری           | ۰ – ۰ | پرسپولیس | تهران                                                  |
|              | ماموکا سرتلی'۴۱،'۲۵ | گزارش |          | ورزشگاه: آزادی تماشاگران: ۳۵٬۰۰۰ داور: رحیم رحیمی مقدم |

| ۶ آذر ۸۳ ۱۰ | پرسپولیس                                                                                               | ۵ – ۱ | فجر سپاسی       | تهران                                            |
| ۱۶:۳۰       | علی انصاریان ۵۷' ۸۰' (پ) · جواد کاظمیان ۶۲' · مهرداد اولادی ۶۸' · رضا جباری ۸۵' · علی انصاریان '۴۵،'۹۲ | گزارش | فرشید طالبی ۷۴' | ورزشگاه: آزادی تماشاگران: ۱۵٬۰۰۰ داور: محسن ترکی |

| ۲۰ آذر ۸۳ ۱۱ | پرسپولیس                                    | ۲ – ۱ | پاس تهران                           | تهران                                                   |
| ۱۶:۳۰        | مهرداد اولادی ۳۴' · جواد کاظمیان ۴۳''۲۳،'۴۵ | گزارش | ایمان رزاقی‌راد ۲' · جواد نکونام '۶۷ | ورزشگاه: آزادی تماشاگران: ۳۵٬۰۰۰ داور: فریدون اصفهانیان |

| ۲۴ آذر ۸۳ ۱۲ | پگاه | ۰ – ۱ | پرسپولیس          | گیلان             |
|              |      |       | سهراب انتظاری ۲۶' | تماشاگران: ۲۵٬۰۰۰ |

| ۲۹ آذر ۸۳ ۱۳ | پرسپولیس                                    | ۱ – ۰ | سایپا | تهران                           |
|              | بهروز رهبری‌فرد '۶۵ '۷۷ · علیرضا امامی‌فر ۸۵' |       |       | ورزشگاه: آزادی تماشاگران: ۸٬۰۰۰ |

| ۴ دی ۸۳ ۱۴                                                    | ابومسلم         | ۱ – ۰ | پرسپولیس                  | مشهد                                                       |
| ۱۴:۰۰                                                         | فریدون فضلی ۶۵' | گزارش | علیرضا امامی‌فر کریم باقری | ورزشگاه: ثامن‌الائمه تماشاگران: ۳۰٬۰۰۰ داور: رحیم رحیمی‌مقدم |
| یادداشت: این دیدار بازی افتتاحیه ورزشگاه ثامن‌الائمه مشهد بود. |                 |       |                           |                                                            |

| ۱۰ دی ۸۳ ۱۵ | پرسپولیس          | ۱ – ۰ | ذوب‌آهن | تهران                                            |
| ۱۵:۰۰       | سهراب انتظاری ۹۰' | گزارش |        | ورزشگاه: آزادی تماشاگران: ۲۰٬۰۰۰ داور: علی خسروی |

| ۲۰ دی ۸۳ ۱۶ | پرسپولیس | ۰ – ۲ | فولاد                              | تهران                                              |
|             |          | گزارش | میثم سلیمانی ۴۶' · ایمان مبعلی ۴۷' | ورزشگاه: آزادی تماشاگران: ۳۰٬۰۰۰ داور: مسعود مرادی |

| ۲۵ دی ۸۳ ۱۷ | برق شیراز      | ۱ – ۲ | پرسپولیس                             | شیراز                                                |
|             | فرید عابدی ۲۴' | گزارش | جواد کاظمیان ۴۵' · محمدرضا مهدوی ۴۶' | ورزشگاه: حافظیه تماشاگران: ۳۰٬۰۰۰ داور: هدایت ممبینی |

| ۱ بهمن ۸۳ ۱۸ | پرسپولیس                             | ۲ – ۱ | پیکان            | تهران                                                   |
|              | مهرداد اولادی ۱۱' · جواد کاظمیان ۳۳' |       | بهمن طهماسبی ۲۳' | ورزشگاه: آزادی تماشاگران: ۲۵٬۰۰۰ داور: فریدون اصفهانیان |

| ۱۱ اسفند ۸۳ ۱۹ | ملوان          | ۱ – ۲ | پرسپولیس                           | انزلی                                 |
|                | علی قربانی ۷۸' |       | کریم باقری ۵۴' · مهرداد اولادی ۸۵' | ورزشگاه: تختی انزلی تماشاگران: ۲۰٬۰۰۰ |

| ۲۹ بهمن ۸۳ ۲۰ | پرسپولیس                             | ۲ – ۱ | شموشک            | تهران                                                  |
|               | مهرداد اولادی ۴۵' · پژمان جمشیدی ۵۸' | گزارش | محمد جعفرپور ۸۳' | ورزشگاه: آزادی تماشاگران: ۱۰٬۰۰۰ داور: رحیم رحیمی مقدم |

| ۷ اسفند ۸۳ ۲۱ | استقلال تهران                                            | ۳ – ۲ | پرسپولیس                          | تهران                                                 |
| ۱۵:۰۰         | غلامرضا عنایتی ۶۸' · محمود فکری ۸۴' · پیروز قربانی ۹۰+۲' | گزارش | شیث رضایی ۷۴' · سهراب انتظاری ۷۷' | ورزشگاه: آزادی تماشاگران: ۸۰٬۰۰۰ داور: والنتین ایوانف |

| ۲۵ اردیبهشت ۸۴ ۲۲ | پرسپولیس         | ۱ – ۲ | سپاهان             | تهران                                              |
|                   | جواد کاظمیان ۱۷' | گزارش | رسول خطیبی ۷۶' ۸۸' | ورزشگاه: آزادی تماشاگران: ۳۵٬۰۰۰ داور: مسعود مرادی |

| ۲۰ اسفند ۸۳ ۲۳ | استقلال اهواز                       | ۱ – ۱ | پرسپولیس         | اهواز                                                 |
| ۱۵:۳۰          | حجت زادمحمود ۵۸' · یدالله اکبری '۴۸ | گزارش | مهدی صالح‌پور ۸۶' | ورزشگاه: تختی اهواز تماشاگران: ۳۰٬۰۰۰ داور: محسن ترکی |

| ۲۱ فروردین ۸۴ ۲۴ | پرسپولیس         | ۱ – ۰ | صبا باتری | تهران                                                 |
|                  | علی انصاریان ۳۴' | گزارش |           | ورزشگاه: آزادی تماشاگران: ۵٬۰۰۰ داور: خداداد افشاریان |

| ۲۶ فروردین ۸۴ ۲۵ | فجر سپاسی | ۰ – ۰ | پرسپولیس | شیراز                                                |
| ۱۷:۰۰            |           |       |          | ورزشگاه: حافظیه تماشاگران: ۲۰٬۰۰۰ داور: هدایت ممبینی |

| ۴ اردیبهشت ۸۴ ۲۶ | پرسپولیس | ۶ – ۰ | پگاه | تهران                            |
|                  | ابراهیم اسدی ۲۰' رضا جباری ۴۲' سهراب انتظاری ۴۴' علیرضا امامی فر ۵۸' جواد کاظمیان ۶۱' ایلیا پروسکی '۷۳ '۹۰ مهرداد اولادی ۸۱' |       |      | ورزشگاه: آزادی تماشاگران: ۱۰٬۰۰۰ |

| ۹ اردیبهشت ۸۴ ۲۷ | پاس تهران        | ۱ – ۱ | پرسپولیس             | تهران                                            |
| ۱۷:۰۰            | محسن بیاتی‌نیا ۴' | گزارش | علی انصاریان ۱۱' (پ) | ورزشگاه: آزادی تماشاگران: ۷۰٬۰۰۰ داور: علی خسروی |

| ۱۶ اردیبهشت ۸۴ ۲۸ | سایپا | ۰ – ۱ | پرسپولیس            | تهران                            |
|                   |       | گزارش | مهرداد اولادی ۹۰+۱' | ورزشگاه: آزادی تماشاگران: ۴۰٬۰۰۰ |

| ۲۹ | پرسپولیس                                | ۳ – ۲ | ابومسلم                       | تهران                            |
|    | سهراب انتظاری ۲۴'، ۳۴' ابراهیم اسدی ۶۲' |       | مهدی خیری ۱۹' مجتبی جباری ۷۷' | ورزشگاه: آزادی تماشاگران: ۱۰٬۰۰۰ |

| ۳۰ | ذوب آهن                                                          | ۳ – ۲ | پرسپولیس                           | اصفهان            |
|    | مهدی رجب زاده ۳۸' جائلسون رودریگوز داسیلوا ۸۹' ایمان حیدری ۹۰+۳' |       | سهراب انتظاری ۸۰' جواد کاظمیان ۹۰' | تماشاگران: ۱۵٬۰۰۰ |

### جام حذفی
برد
      مساوی
      باخت
| ۲۴ اسفند ۸۳ ۱/۱۶ | پرسپولیس         | ۱ – ۰ | فجر سپاه تهران | تهران                            |
| ۱۵:۳۰            | یحیی گل‌محمدی ۳۹' | گزارش |                | ورزشگاه: آزادی داور: محمود رفیعی |

| ۵ تیر ۸۴ ۱/۸ | پرسپولیس         | ۰ – ۱ | ابومسلم         | تهران                                            |
| ۱۸:۳۰        | یحیی گل‌محمدی '۹۲ | گزارش | فریدون فضلی ۱۷' | ورزشگاه: آزادی تماشاگران: ۶۰۰۰ داور: مسعود مرادی |

## آمار

### گلزنان
| شماره | ملیت   | نام            | لیگ برتر | جام حذفی | مجموع |
| ----- | ------ | -------------- | -------- | -------- | ----- |
| ۹     | ایران  | جواد کاظمیان   | ۹        | ۰        | ۹     |
| ۱۷    | ایران  | سهراب انتظاری  | ۸        | ۰        | ۸     |
| ۳۳    | ایران  | مهرداد اولادی  | ۸        | ۰        | ۸     |
| ۸     | ایران  | علی انصاریان   | ۴        | ۰        | ۴     |
| ۱۴    | ایران  | رضا جباری      | ۳        | ۰        | ۳     |
| ۶     | ایران  | کریم باقری     | ۲        | ۰        | ۲     |
| ۲۱    | ایران  | ابراهیم اسدی   | ۲        | ۰        | ۲     |
| ۲۳    | ایران  | علیرضا امامی‌فر | ۲        | ۰        | ۲     |
| ۵     | ایران  | محمدرضا مهدوی  | ۱        | ۰        | ۱     |
| ۲۴    | ایران  | مهدی صالح‌پور   | ۱        | ۰        | ۱     |
| ۱۸    | نیجریه | سامبو چوجی     | ۱        | ۰        | ۱     |
| ۱۱    | ایران  | پژمان جمشیدی   | ۱        | ۰        | ۱     |
| ۱۳    | ایران  | شیث رضایی      | ۱        | ۰        | ۱     |
| ۴     | ایران  | یحیی گل‌محمدی   | ۰        | ۱        | ۱     |
| مجموع | مجموع  | مجموع          | ۴۳       | ۱        | ۴۴    |